# کربنات استرانسیم
کربنات استرانسیم (به انگلیسی: Strontium carbonate) با فرمول شیمیایی SrCO۳ یک ترکیب شیمیایی با شناسه پاب‌کم ۱۵۴۰۷ است. که جرم مولی آن 147.63 g/mol می‌باشد. شکل ظاهری این ترکیب، پودر سفید یا خاکستری است.

## کاربردهای استرانسیم کربنات
از استرانسیم کربنات در تولید شعله های قرمز رنگ در مواد آتش بازی، تولید اکسید و استات استرانسیم، تولید لوازم الکتریکی و رسوب دهی سرب در حوضچه های الکترولیز روی استفاده می شود.
https://web.archive.org/web/20141206210345/http://elikacompany.com/?post_type=product&p=707